# Баньоло дел Саленто
Баньо̀ло дел Салѐнто (на италиански: Bagnolo del Salento, на местен диалект Bagnùlu, Банюлу) е село и община в Южна Италия, провинция Лече, регион Пулия. Разположен е на 162 m надморска височина. Населението на общината е 1887 души (към 2012 г.).